# Ellen Schwanneke
Ellen Schwanneke (née le 11 août 1906 à Berlin, Empire allemand; morte le 17 juin 1972 à Zürich, Suisse) est une actrice allemande.

## Biographie
Ellen Schwanneke était la fille de l'acteur Viktor Schwanneke.

## Filmographie partielle
- 1931 : Jeunes filles en uniforme
- 1932 : Unmögliche Liebe

## Sources de la traduction
- (de) Cet article est partiellement ou en totalité issu de l’article de Wikipédia en allemand intitulé « Ellen Schwanneke » (voir la liste des auteurs).